# Artur Weiser
Artur Weiser (* 18. November 1893 in Karlsruhe; † 5. August 1978 in Tübingen) war ein deutscher Evangelischer Theologe und Alttestamentler. Er lehrte von 1930 bis 1962 an der Universität Tübingen.

## Leben
Artur Weiser studierte ab 1912 Evangelische Theologie an den Universitäten Heidelberg, Göttingen und Rostock. Während des Ersten Weltkriegs unterbrach er sein Studium und leistete von 1914 bis 1918 Kriegsdienst. 1920 wurde er in Heidelberg ordiniert und trat das Vikariat in der Badischen Landeskirche an. 1921 erwarb er den Lizenziat der Theologie, 1922 habilitierte er sich in Heidelberg und wirkte dort fortan als Privatdozent, ab 1928 als außerordentlicher Professor. 1930 nahm er einen Ruf als außerordentlicher Professor für Altes Testament an der Universität Tübingen an, wo er bis an sein Lebensende wirkte. Gleichzeitig mit seiner Berufung verlieh ihm die Theologische Fakultät der Universität Heidelberg die Ehrendoktorwürde.
In der Zeit des Nationalsozialismus schloss sich Weiser zumindest nach außen der herrschenden Ideologie an. Zusammen mit anderen Tübinger Professoren trat er zum 1. Mai 1933 in die NSDAP ein. Er wurde ferner Förderndes Mitglied der SS und engagierte sich in NS-Massenorganisationen wie dem NSLB, der NSV und dem NSDDB. Von 1934 bis 1943 gab Weiser die Zeitschrift Deutsche Theologie heraus. Auch den Deutschen Christen schloss sich Weiser an; nach der Sportpalastrede von Reinhold Krause wandte er sich von ihnen ab. Von 1935 bis 1945 fungierte Weiser als Dekan der Evangelisch-Theologischen Fakultät, 1937 wurde er zum ordentlichen Professor ernannt.
Nach dem Ende des Zweiten Weltkriegs setzte Weiser seine Lehrtätigkeit zunächst unbehelligt fort. Im Zuge der Entnazifizierung wurde er wegen seiner Mitgliedschaft in mehreren NS-Organisationen und seiner exponierten Stellung als Dekan suspendiert. Im anhängigen Verfahren, in dem ihn vor allem Hanns Rückert mit einem positiven Gutachten unterstützte, wurde er 1949 als „entlastet“ eingestuft und zunächst in den Ruhestand versetzt. 1951 erhielt er erneut eine außerordentliche Professur an der Universität Tübingen (auf der Planstelle von Paul Volz), die 1961 zum Lehrstuhl erhoben wurde. 1962 wurde Weiser emeritiert.

## Schriften (Auswahl)
- Die Bedeutung des alten Testaments für den Religionsunterricht. Gießen 1925
- Religion und Sittlichkeit der Genesis in ihrem Verhältnis zur alttestamentlichen Religionsgeschichte . Heidelberg 1928
- Die Profetie des Amos. Gießen 1929
- Glaube und Geschichte im Alten Testament. Stuttgart 1931
- Einleitung in das Alte Testament. Stuttgart 1939. 2., neubearbeitete Auflage, Göttingen 1949. 4., neubearbeitete und vermehrte Auflage, Göttingen 1957. 5., verbesserte und vermehrte Auflage, Göttingen 1963. 6. verbesserte Auflage, Göttingen 1966
  - Englische Übersetzung von Dorothea M. Barton: Introduction to the Old Testament London 1961
  - Estnische Übersetzung von Elmar Salumaa: Vana Testamendi sissejuhatus: koostatud samanimelise teose põhjal. Tallinn 1994
- Das Buch Hiob. Göttingen 1951 (Das Alte Testament deutsch 13)
- Die Psalmen. Teilband 1: 1–60. Göttingen 1950 (Das Alte Testament deutsch 14)
- Die Psalmen. Teilband 2: 61–150. Göttingen 1950 (Das Alte Testament deutsch 15)
- Glaube und Geschichte im Alten Testament und andere ausgewählte Schriften. Göttingen 1961